# 厚嘴鸚哥屬
，亦作厚嘴鸚鵡屬，是一個鸚形目新世界鸚鵡科下的一個屬。其下現存有兩個物種，分別為厚嘴鸚哥及暗紅額鸚哥，與及一個在墨西哥發現屬於晚更新世已滅絕的物種。厚嘴鸚哥與暗紅額鸚哥最初被認為是同一物種，在墨西哥北部已變得很稀有。以往牠們甚至分佈至美國西南部，但重新引入的措施目前卻未能成功。

## 特徵
厚嘴鸚哥屬的兩個物種的外觀相似，主要分別在於其大小及顏色的鮮艷度。兩者都是綠色的，前額、前冠、眉上、翼上及大腿都有紅色或栗色斑紋。牠們的眼圈是黃色的，腳及喙都是深灰色至黑色。雛鳥的喙較淡色，會從基部漸變成灰色，眼圈白色，紅眉，但眼圈上沒有深紅間。暗紅額鸚哥主要呈暗綠色，頭上在40-45厘米處有褐栗色的斑紋；厚嘴鸚鵡的則在約38厘米處有較鮮艷的顏色。

## 分類
厚嘴鸚哥屬是由夏爾·呂西安·波拿巴（Charles Lucien Bonaparte）所描述，並以古希臘文的「喙」及「鸚鵡」來命名。其下兩個物種曾被認為是同一物種，但後來分開為獨立的物種。
- 厚嘴鸚哥屬（Rhynchopsitta）
  - 厚嘴鸚哥（R. pachyrhyncha）
  - 暗紅額鸚哥（R. terrisi）
  - †R. phillipsi：已滅絕。

R. phillipsi是一種較大型的史前厚嘴鸚哥屬，其化石是於墨西哥新萊昂州發於，可追溯至更新世晚期。牠並非現存種的祖先，因為在發現R. phillipsi時，也發現了厚嘴鸚哥及暗紅額鸚哥的骨頭。R. phillipsi有很獨特的喙，可能與暗紅額鸚哥在東馬德雷山是同域物種。牠們的喙可能是適合用來吃松屬，但松屬卻於第四紀冰期因氣候轉變而消失，導致牠們的滅亡。

## 生態
厚嘴鸚哥屬分佈在墨西哥東馬德雷山海拔1500-3000米分散的森林中。牠們會有季節性的遷徙，一般在北部繁殖，南部過冬。厚嘴鸚哥會在樹穴內築巢，而暗紅額鸚哥則會在山崖築巢。牠們會成大群一起在夜間休息，日間以小群覓食。牠們主要吃松屬種子，可以很有系統的由底至頂剝開毬果。牠們也會吃其他種子、軟質食物，如果實、樹皮、花蜜、菜蔬及昆蟲。

## 保育狀況
厚嘴鸚哥屬下的厚嘴鸚哥及暗紅額鸚哥分別被世界自然保護聯盟列為瀕危及易危。牠們的數量因棲息地的破壞而大幅減少，現只限於墨西哥北部山區的細小地方。牠們的分佈地以往達至亞利桑那州及新墨西哥州，現正有飼養及繁殖牠們的計劃。於1980年代及1990年代嘗試將牠們重新引入到亞利桑那州卻失敗，因為牠們學懂逃避人類及天敵，新計劃有包括使用在野外捕捉的個體。

## 外部連結
- 维基共享资源上的相關多媒體資源：厚嘴鸚哥屬
- 維基物種上的相關：厚嘴鸚哥屬